# Spyro Orange: The Cortex Conspiracy
Spyro Orange: The Cortex Conspiracy (Spyro Fusion na Europa e Spyro Advance: Waku Waku Tomodachi Daisakusen! no Japão) é um crossover de Crash com o dragão Spyro. Foi lançado pela Vicarious Visions em 1 de junho de 2004.

## História
O doutor Neo cortex (vilão principal das aventuras de Crash) resolve juntar forças com Ripto (vilão das aventuras de Spyro) para que possam dominar o mundo e destruir seus principais oponentes. Então, Ripto manda seus monstros (os Riptocs) para as Ilhas Wumpa e para seu próprio mundo, o que faz com que, quando se encontram, Crash e Spyro travam uma batalha entre si, mas quando percebem que são enganados, rumam para derrotar Córtex e Ripto.
Eles então são obrigados a batalhar com Pequeno Tigre, Crush, Gulp e Nina Córtex, e ao derrotarem Córtex e Ripto, Crash abraça Spyro enquanto Aku Aku tira uma foto e os créditos começam a passar.

## Jogabilidade
Crash e Spyro devem viajar por cinco mundos diferentes, como Crash, o jogador poderá pegar os cristais e diamantes de sempre, e como Spyro deverá matar os monstros. Também há vários minijogos e a oportunidade de comercializar cartões de trocas.